# Parco amazzonico della Guyana francese
Il parco amazzonico della Guyana è un parco nazionale che tutela la foresta amazzonica della Guyana francese meridionale.
È il parco più grande dell'Unione europea.
La prima proposta per l'istituzione del parco fu formulata a seguito della conferenza delle Nazioni Unite di Rio de Janeiro del 1992. Il parco fu ufficialmente istituito nel 2007. Copre una superficie di 20 300 km² e al confine con il Brasile confina con il parco nazionale di Tumucumaque. I due parchi tutelano complessivamente una delle aree di maggior estensione al mondo di foresta tropicale.
L'area del parco protegge una straordinaria biodiversità. Nel parco sono stati rilevati oltre 5.800 specie floreali e oltre 1.200 specie di alberi, 718 specie di uccelli, 186 specie di mammiferi, 480 specie di pesci e 261 tra rettili e anfibi. 
Nonostante l'attività mineraria sia stata limitata a seguito dell'istituzione del parco nell'ottobre 2012 il governo francese ha autorizzato una nuova miniera d'oro nei pressi del villaggio di Saül.